# Cemitério Santa Isabel de Mucugê
O Cemitério Santa Isabel (conhecido também como Cemitério Bizantino ou Cemitério de Mucugê), é uma construção de meados do século XIX, que se constitui na imagem-símbolo da cidade brasileira de Mucugê, no centro da Chapada Diamantina, estado da Bahia. Foi reconhecido como patrimônio histórico e paisagístico pelo Instituto do Patrimônio Histórico e Artístico Nacional no ano de 1980.
É uma das poucas necrópoles brasileiras que obtiveram o status de patrimônio nacional. A despeito de seu tombamento, por intercessão de políticos e moradores junto ao IPHAN a necrópole sofreu uma reforma com ampliação para novos sepultamentos, sendo ali construídos cento e setenta mausoléus em gavetas, a partir de 2011.

## Histórico
Emancipada da cidade de Rio de Contas em 1847 como Vila de Santa Isabel do Paraguaçu, a cidade teve seu nome alterado para Mucugê em 1917. Teria sido o cemitério erguido após uma epidemia ocorrida no século XIX.
Na década de 1970 a cidade foi "redescoberta" por pesquisadores que procuravam construir uma política patrimonial no estado da Bahia. Assim, com o tombamento, sua função inicial de local de veneração e respeito aos mortos ganhou nova significação como instrumento histórico, paisagístico e simbólico do passado.
Com sua significação como patrimônio nacional o local teve que deixar de ser utilizado pelos moradores para o sepultamento de seus mortos. Antes da incrementação do turismo como fonte de renda da cidade, houve resistência pelos moradores mas, ao final, consolidou-se a imagem do Cemitério como icônica do lugar, sendo uma das grandes atrações turísticas de Mucugê.

## Características
Num primeiro olhar, vê-se somente os jazigos instalados sobre as pedras. Eles são construídos de tijolos revestidos de reboco e caiados de branco, ornamentados com elementos arquitetônicos clássicos e medievais. Esta parte do cemitério agrupa formas reconhecidas pela historiografia da arte, todavia de um modo muito peculiar, que nos faz remeter a valores estabelecidos pela arquitetura vernacular, que carrega no seu bojo certo ar genuíno. Possivelmente ele está em conformidade com a religiosidade popular, e com ornatos facilmente reconhecidos pelos imigrantes que ali vieram em meados do século XIX. Cabe aqui, mediante a variação dos adornos levantados e de como estão inseridos nos jazigos, constatar a sua feição mediterrânea, e verificar a referência sacra no Cemitério Santa Isabel.

Maria Elizia Borges
A imagem do Cemitério Santa Isabel mescla-se à paisagem da Serra do Sincorá no qual está erguido, compondo assim um conjunto integrado entre o natural e o produto humano, numa espécie de "simbiose".
Apesar do nome popular que dá como "bizantino" o estilo de seus túmulos, na prática isto não se verifica: a arte bizantina (ocorrida no Império Bizantino no leste europeu e oriente próximo entre os anos de 330 a 1453), era marcada por uma mistura da arte oriental com a greco-romana.
Pelos estudos do IPHAN e outros, contudo, o estilo do cemitério é um possível exemplo de arquitetura vernacular, que segundo este órgão poderia como tal ser caracterizado "pelo brotar dos mausoléus das rochas, de características similares a 'locas e tocas', habitação dos garimpeiros que na região se instalaram".
Corroborando a ideia de arquitetura vernacular, a pesquisadora Maria Elizia Borges assim o descreveu: "os jazigos estão sobre o terreno rochoso da encosta da Serra do Sincorá, alinhados horizontalmente, numerados sequencialmente, voltados para a frente do cemitério, acompanhando a topografia da Serra. Estes patamares estão entremeados por valas repletas de vegetação nativa da região (flores do cerrado como mandacarus, as sempre-vivas, os olhos-de-sogra, as samambaias)" e arremata - "Dentro desta visualidade espacial atípica - impacto do branco ente o verde e o cinza - evidenciam-se as distinções sociais daqueles que ali repousam em ambas as partes do cemitério".

## Impacto cultural e local
O cemitério ganhou projeção nacional quando, em 1992, serviu de cenário para a novela Pedra sobre Pedra, da rede Globo, no qual ali ocorria um sepultamento na cidade fictícia de Esplendor. A rápida aparição ali deu visibilidade ao monumento, e a gravação da cena foi um acontecimento marcante na pequena cidade interiorana.

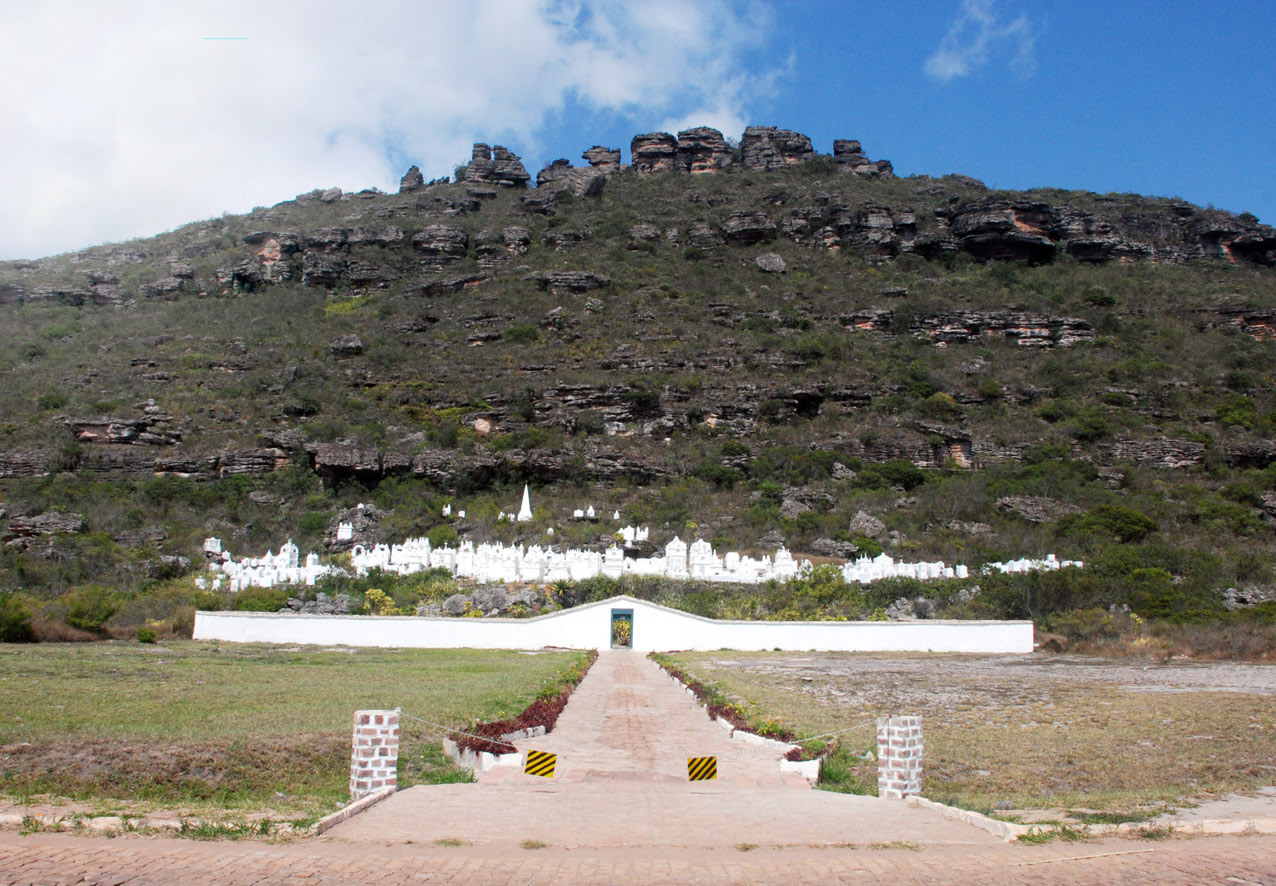
O cemitério com o Morro do Cruzeiro ao fundo

Na segunda década do século XXI criou-se o problema da não intervenção no cemitério, com a consequente proibição de novos sepultamentos no local. Estabeleceu-se a construção de novos sepulcros, em forma de gavetas para a guarda de restos mortais, mas a seguir ficou determinado que a prefeitura local deveria construir um novo cemitério, impedindo assim que os moradores venham a ocupar os jazigos familiares, onde estão inumados seus ancestrais.

## Morro do Cruzeiro
O Morro do Cruzeiro possui uma altitude de 1208 metros, situado logo atrás do cemitério, de onde se tem um mirante que possibilita avistar os vales em torno, até o limite da Serra do Sincorá e o planalto dos Gerais (duas das principais formações geológicas e geomorfológicas da Chapada), com uma percepção ampla do relevo, razão pela qual se tornou um dos pontos turísticos da cidade.
O acesso se dá por trilha de cerca de 600 metros numa subida de 200 metros. Geologicamente é caracterizado como composto por arenito da chamada Formação Tombador.

## Imagens
Registros do Cemitério Bizantino:

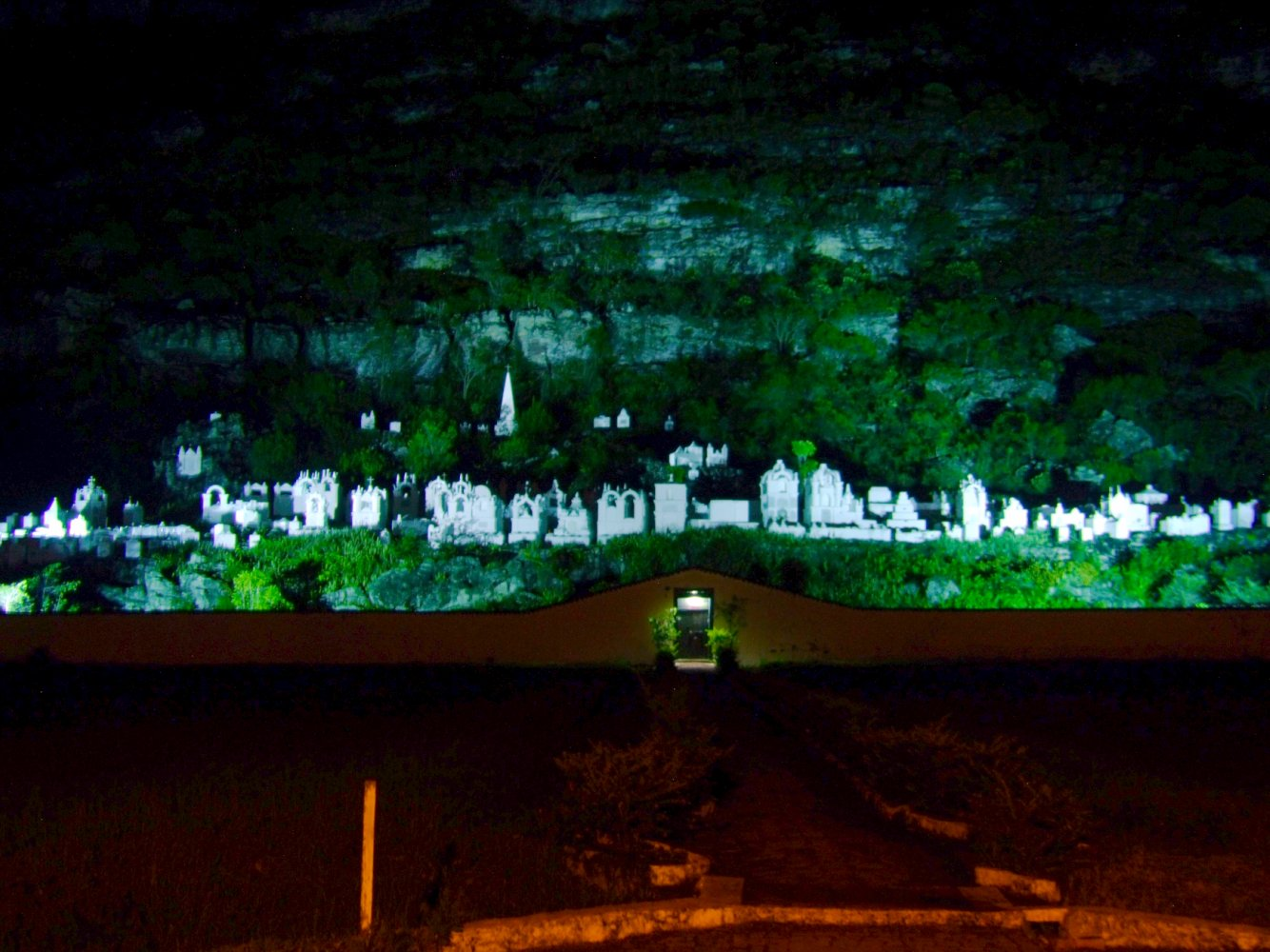
Vista noturna, iluminado
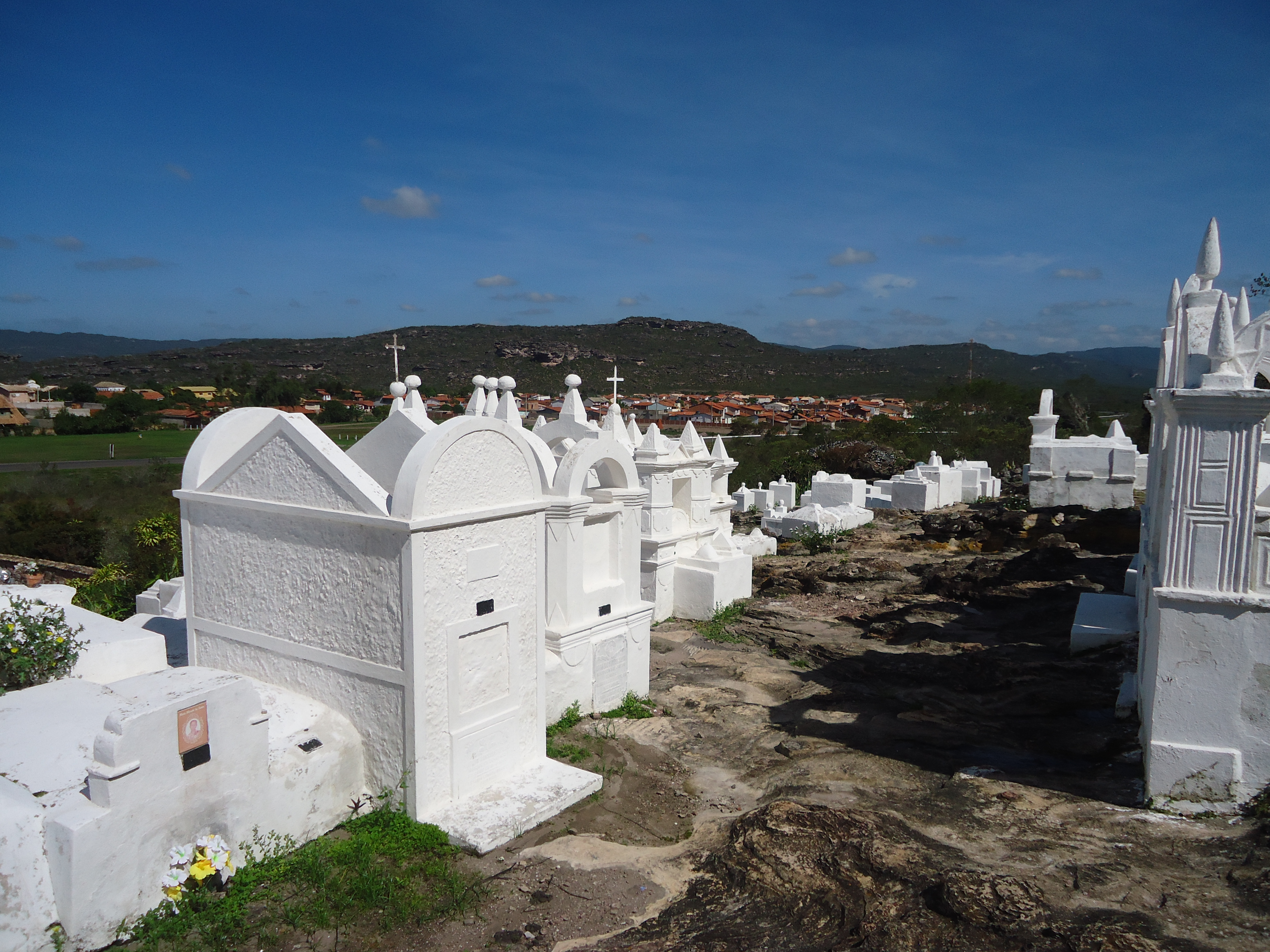
Jazigos caiados
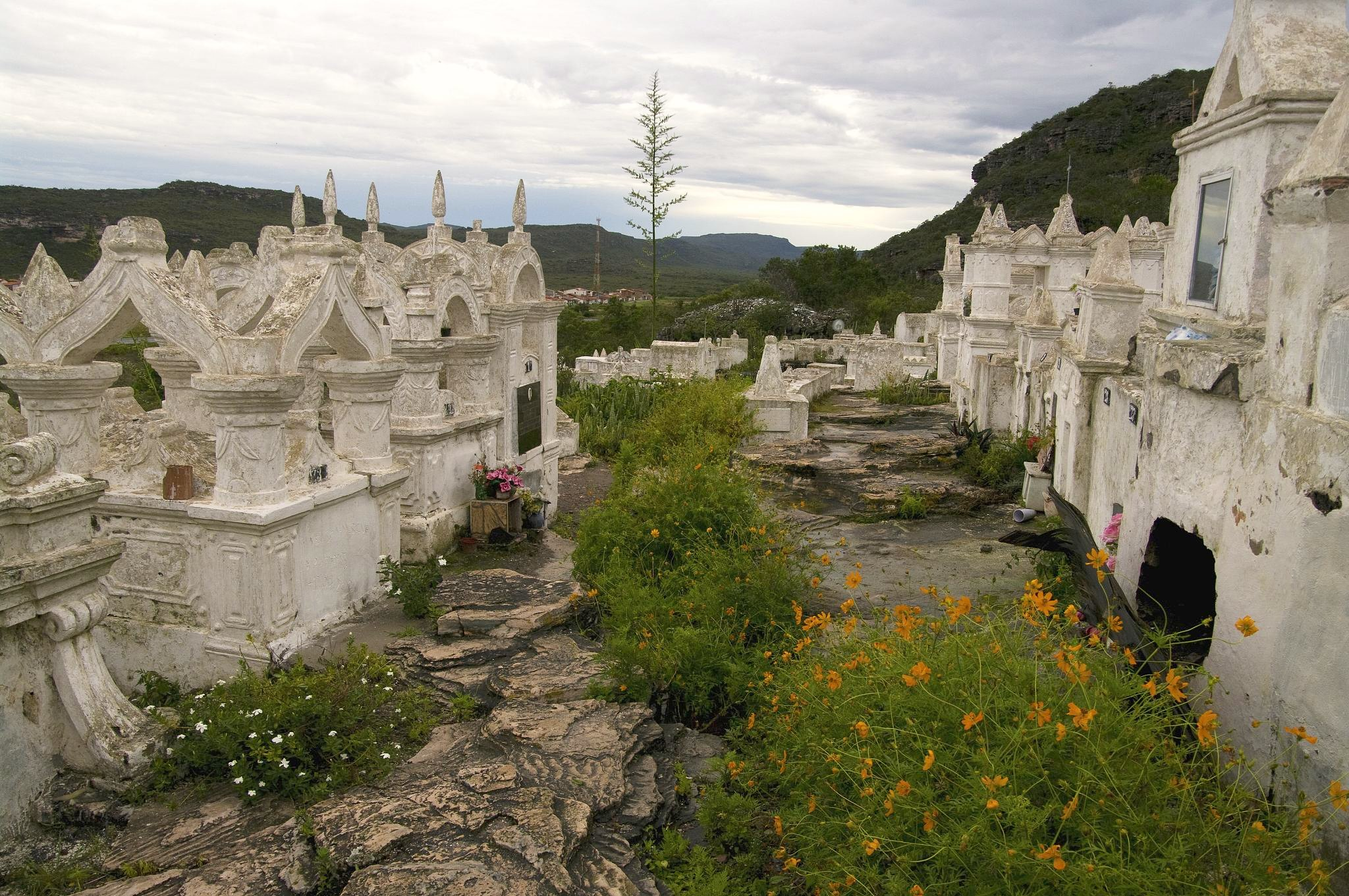
Ala interna
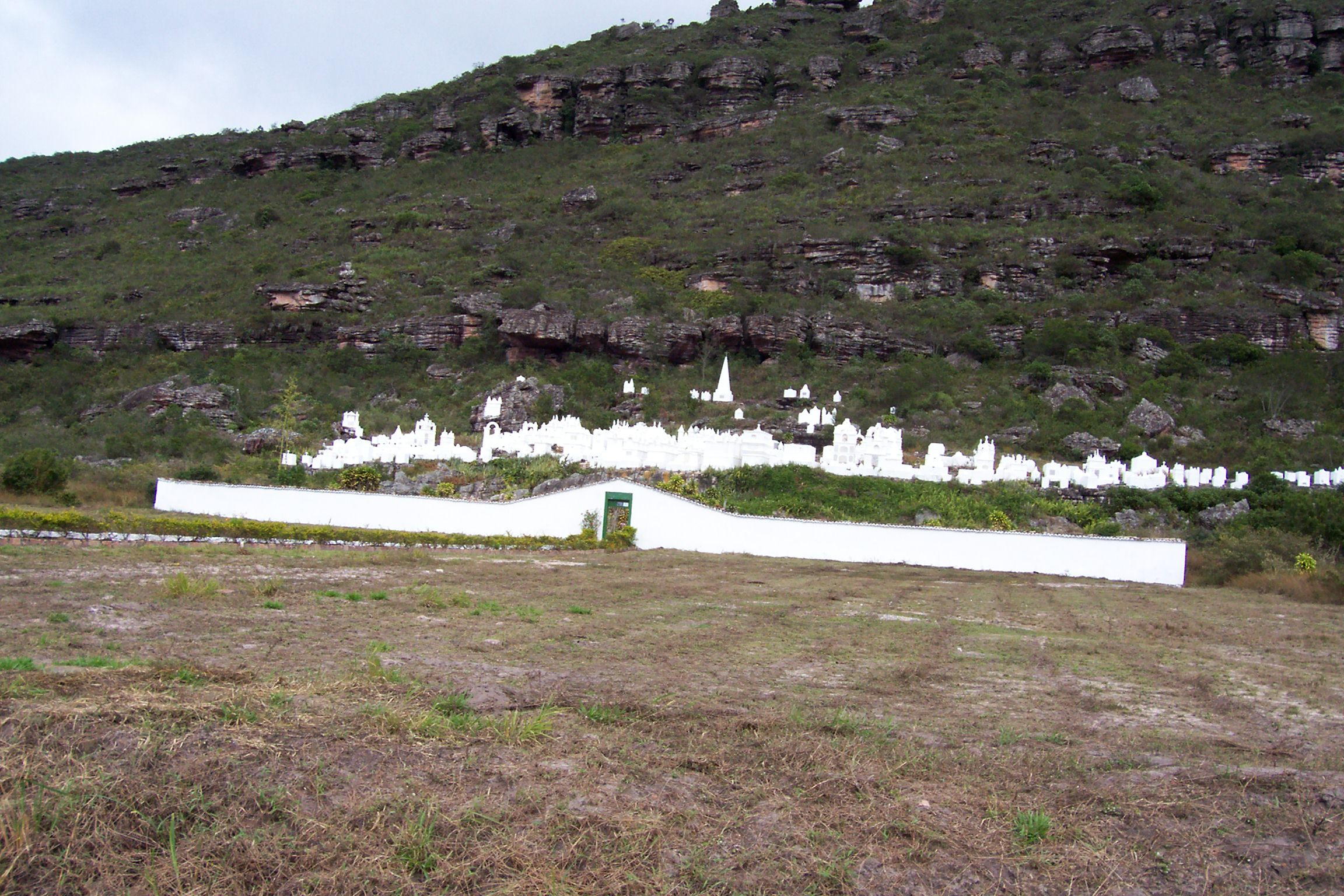
Vista geral, da cidade
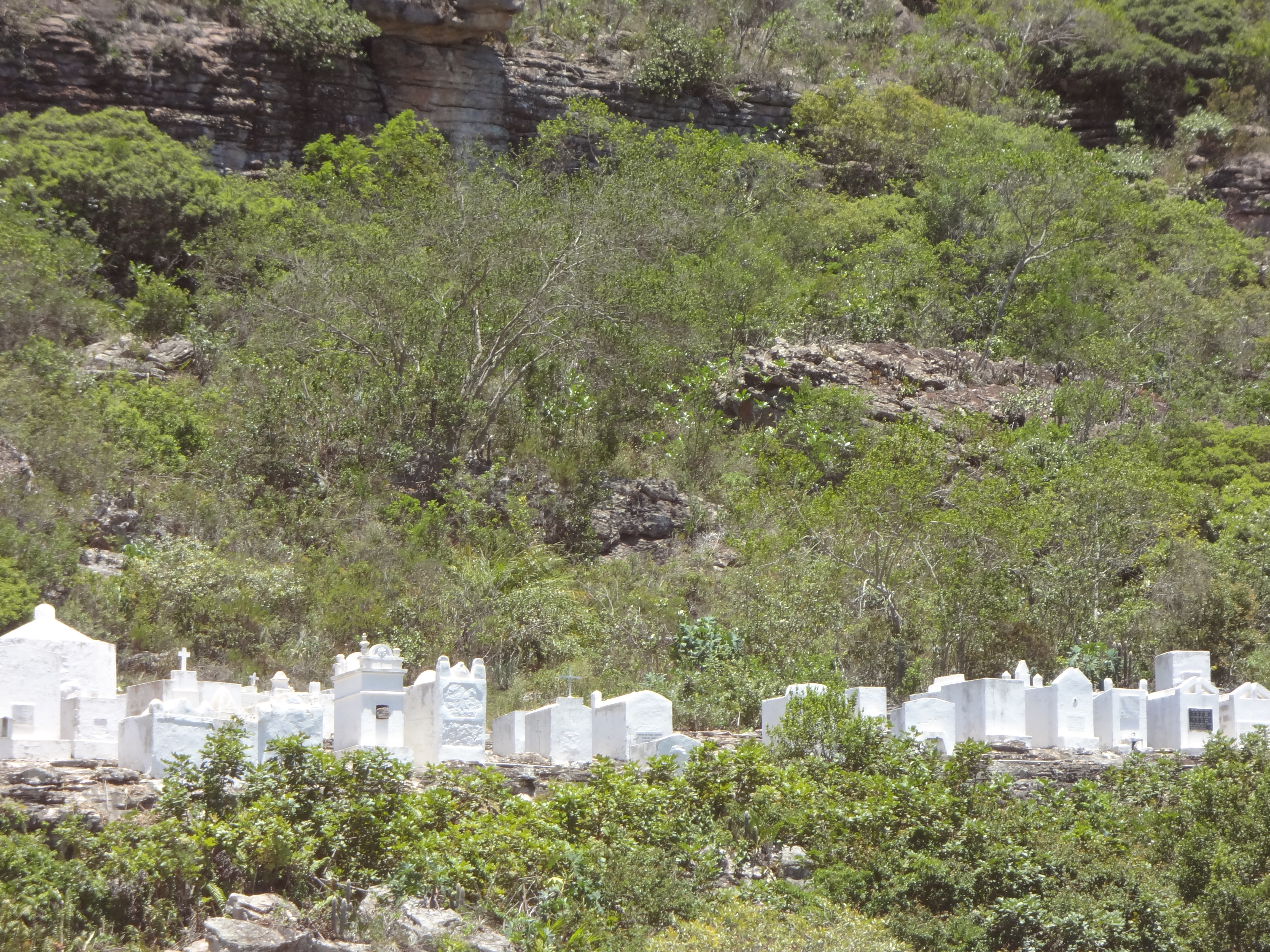
Os túmulos no meio do morro, na Serra do Sincorá